# USTA Womens Of Laguna Niguel 2010
Lo USTA Womens Of Laguna Niguel 2010 è stato un torneo di tennis facente parte della categoria ITF Women's Circuit nell'ambito dell'ITF Women's Circuit 2010. Il torneo si è giocato a Laguna Niguel in USA dall'8 al 14 febbraio 2010 su campi in cemento e aveva un montepremi di $25 000.

## Vincitrici

### Singolare
Olivia Sanchez ha battuto in finale  Mandy Minella con il punteggio di 6–3 6–4

### Doppio
Anastasija Pivovarova /  Laura Siegemund hanno battuto in finale  Amanda Fink /  Elizabeth Lumpkin con il punteggio di 6–2 6–3